# Sonnengucker
Der Sonnengucker (Phrynocephalus helioscopus) ist eine Echse aus der Familie der Agamen und Gattung der Krötenkopfagamen und lebt in Zentralasien.

## Merkmale
Der Sonnengucker ist eine kleine Echse mit einer Gesamtlänge von knapp 12 cm und einer Kopf-Rumpf-Länge von knapp 6 cm. Der in Aufsicht breite Kopf zeigt in Seitenansicht eine charakteristische, sehr steile Schnauzenpartie, die im Unterschied zu der des Gefleckten Krötenkopfes (Phrynocephalus maculatus) fast senkrecht abfällt. Das Nasenloch ist nach vorn gerichtet und von oben und der Seite aus nicht sichtbar. Die Kopfoberseite ist mir polygonalen oder rundlichen, glatten Schuppen bedeckt. In Färbung und Zeichnung sind die Tiere sehr variabel. Die Färbung der Körperoberseite stellt ein gutes Beispiel für Tarntracht dar, da sie an den Farbton des von den Tieren besiedelten Untergrundes angepasst ist. Die gesamte Körperoberseite ist mit kleinen dunklen Flecken übersät. An den Flanken, auf den Beinoberseiten und auf den Schwanzseiten finden sich oft größere, bräunliche oder schwarze Flecken. Diese können auch zu ausgeprägten Querbändern verbreitert sein. An den Halsseiten liegen paarweise angeordnet auffällige ovale, blau eingefasste orange oder kirschrote Flecken, jedoch bildet sich das Rot beim Weibchen während der Zeit der Eiablage zurück, sodass diese Hautregion vorübergehend einfarbig bläulich erscheint. Das Schwanzende des Männchens ist oberseits rot, das des Weibchens blau. Die Körperunterseite ist weißlich, bisweilen mit grauem Anflug. Der Schwanz ist unterseits undeutlich hell-dunkel gegittert, seine Spitze ist hell gefärbt. Jungtiere haben keine farbigen Halsflecken und keine helle Schwanzspitze.

## Verbreitung
Die Art ist von der Kaspischen Senke in Russland über Kasachstan, Usbekistan und Turkmenistan nach Osten hin bis in den Westen der Mongolei und den Nordwesten Chinas verbreitet. Dabei kommt sie außerdem in kleinen Teilen von Kirgisistan, Tadschikistan und Afghanistan vor.
In Europa kommt die Art nur am Unterlauf des Ural, an der unteren Wolga und in der Kaspischen Senke zwischen den beiden Flüssen vor. Ein isoliertes Vorkommen wurde aus dem Osten Tschetscheniens gemeldet.

## Lebensraum
Von Meeresspiegelhöhe bis in 1000 m Höhe über NN in Mittelasien. Die Art ist ein charakteristischer Bewohner trockener Steppengebiete mit hartem Bodengrund und spärlicher Vegetation. Salz- und Artemisia-Steppen, Halbwüsten mit Geröll- und Lehmflächen, sowie Schluchten und Bachtäler werden besiedelt. Es werden keine eigenen Wohnhöhlen gegraben, vielmehr werden Nagetierbauten und vorhandene Erdspalten als Unterschlupf genutzt.

## Lebensweise
Je nach Regionalklima dauert die Winterruhe der tagaktiven Tiere von Oktober/November bis März/April. Im Frühjahr nehmen sie ausgiebige Sonnenbäder, gehen zum Hochsommer aber zu einer Aktivität am Morgen und Abend über. Auch werden Pflanzen und Steine erklettert, wo sie sich an den Schattenseiten vor Überhitzung schützen. Dabei wird der Körper oft mit gestreckten Beinen angehoben. Die Art ist weniger territorial als der Bärtige Krötenkopf. Begegnen sich zwei Männchen, umkreisen sie sich mit intensiven Schwanzbewegungen und stemmen den Körper auf und ab. Schwächere Tiere entfernen sich dann ohne weitere Auseinandersetzungen. In der Paarungszeit erklettert das Männchen erhöhte Standorte und bewegt den senkrecht in die Höhe gehaltenen Schwanz langsam in verschiedene Richtungen. Dadurch wird die auffallend gefärbte Schwanzunterseite weithin sichtbar und soll das Weibchen anlocken. Letzteres wird während der Paarung vom Männchen mit einem Flankenbiss festgehalten. Im europäischen Teil des Verbreitungsgebietes werden die Eier von Ende Mai bis Anfang Juni abgelegt. Ein Gelege umfasst 2–7 weiße Eier von 11–12,5 mm Länge und 7–8,2 mm Breite. Je Saison kann ein Weibchen 1–3 Gelege absetzen. Die Jungen des Erstgeleges schlüpfen im Juli, die letzten Ende September.

## Gefährdung
Die IUCN listet die Art als nicht gefährdet (least concern). Nach anderen Angaben gilt die Art mittlerweile in verschiedenen Ländern, wie der Mongolei, Usbekistan, Tadschikistan und Russland als gefährdet. Vor allem die Intensivierung der Landwirtschaft mit einer künstlichen Bodenverbesserung in ariden Gebieten hat zum Rückgang der Art geführt.